# Philipp von Foltz

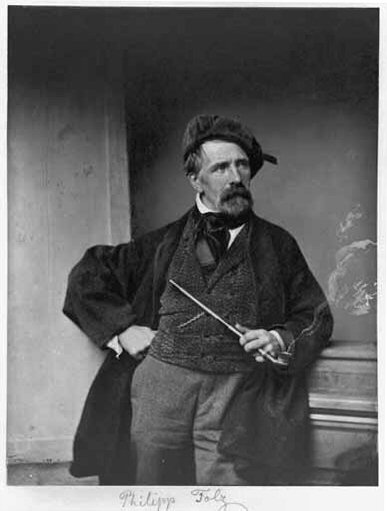
Philipp Foltz; fotografado por Franz Hanfstaengl.

Philipp von Foltz (Bingen am Rhein, 11 de maio de 1805 – Munique, 5 de agosto de 1877) foi um pintor de história alemão.

## Biografia

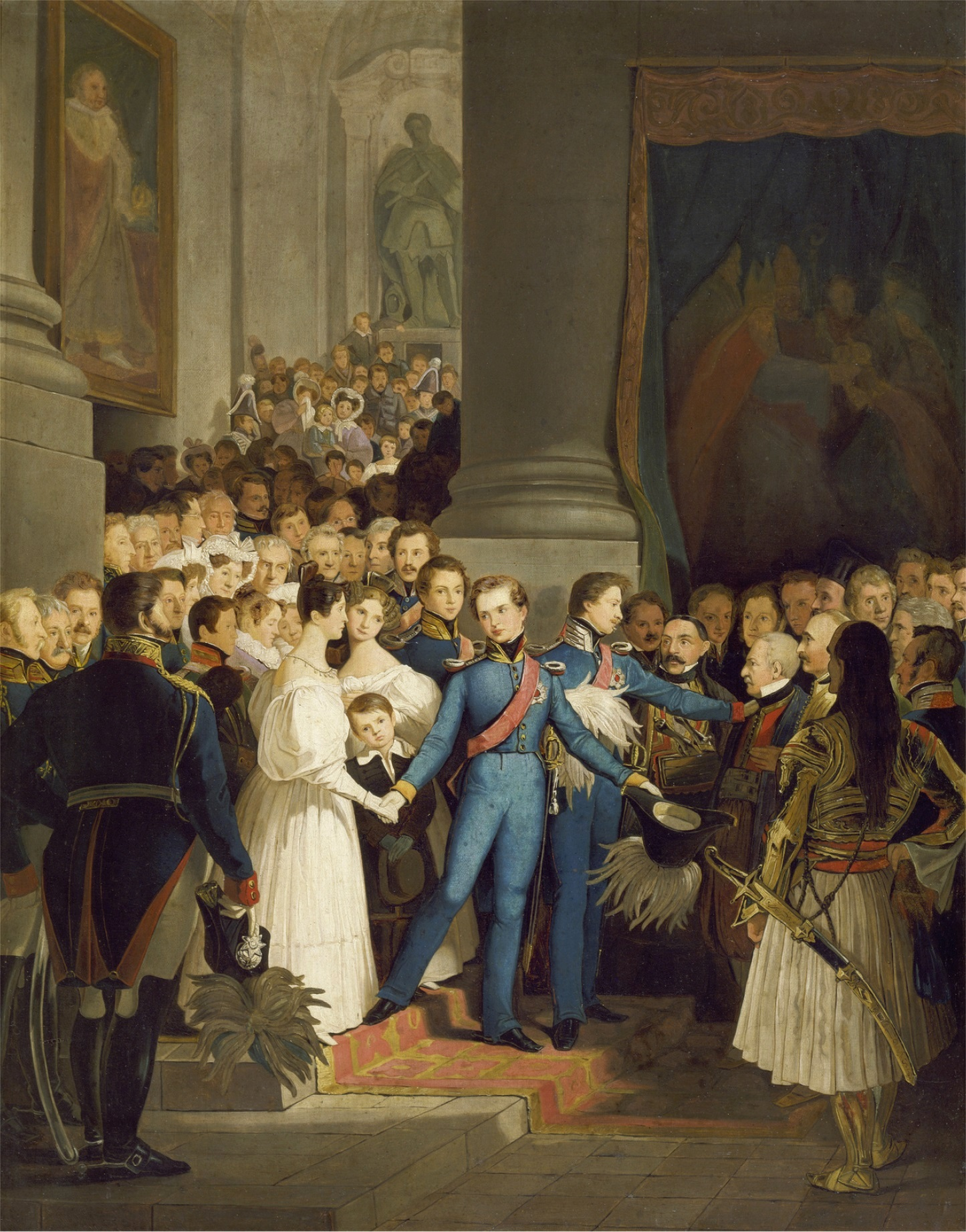
A despedida do rei Otão.

Ele nasceu em Bingen am Rhein. Seu pai, Ludwig Foltz, um pintor notável, deu-lhe suas primeiras aulas de arte. Em 1825, ele foi para Munique, onde foi aceito na Academia de Belas Artes e estudou com Peter von Cornelius. Logo, ele foi autorizado a ajudar Cornélio com sua afrescos no Glyptothek e no Hofgarten.
Mais tarde, ele ajudou Wilhelm Lindenschmit, o Velho no Novo Palácio Real, criando murais baseados nas baladas de Friedrich Schiller. Nessa época, ele também começou a criar uma série de pinturas a óleo sobre temas históricos; notavelmente um do Rei Otto ao despedir-se a caminho da Grécia.
Em 1835, fez uma viagem de estudo a Roma, onde criou a sua pintura monumental "Des Sängers Fluch" (A maldição do cantor), baseada no poema de Ludwig Uhland. Após seu retorno, ele foi nomeado Professor na academia pelo ReiMaximiliano II da Baviera. Em agradecimento, ele criou duas telas monumentais para o Maximilianeum.
Entre 1865 e 1875, atuou como Diretor da Galeria Real, mas foi duramente criticado por seus métodos de restauração, que empregavam processos químicos questionáveis desenvolvidos por Max von Pettenkofer, bem como a sobrepintura de algumas telas. Apesar disso, ele foi elevado à nobreza em 1869.
Suas pinturas são historicamente precisas, mas agora são consideradas bastante conservadoras e acadêmicas.
Foltz morreu em Munique em 1877.